# Хоп (Аляска)
Хоп (англ. Hope) — статистически обособленная местность в США, Население на 2010 год — 192 человека.

## Географическое положение
Располагается на юге штата Аляска на полуострове Кенай на берегу Тихого океана, территориально принадлежит к боро Кенай. Лежит в нескольких километрах к югу от города Анкоридж.

## Население
По данным переписи 2010 года население Хопа составляло 192 человека (из них 52,6 % мужчин и 47,4 % женщин), в статистически обособленной местности было 97 домашних хозяйства и 53 семьи. На территории было расположено 197 построек со средней плотностью 1,5 построек на один квадратный километр суши. Расовый состав: белые — 88,0 %, азиаты — 0,5 %, коренные американцы — 4,2 % и представители двух и более рас — 6,8 %. 3,1 % населения были латиноамериканцами.
Население статистически обособленной местности по возрастному диапазону по данным переписи 2010 года распределилось следующим образом: 15,1 % — жители младше 18 лет, 1,6 % — между 18 и 21 годами, 61,4 % — от 21 до 65 лет и 21,9 % — в возрасте 65 лет и старше. Средний возраст населения — 54,3 лет. На каждые 100 женщин в Хопе приходилось 111,0 мужчин, при этом на 100 совершеннолетних женщин приходилось 117,3 мужчин сопоставимого возраста.
Из 97 домашних хозяйств 54,6 % представляли собой семьи: 50,5 % совместно проживающих супружеских пар (11,3 % с детьми младше 18 лет); 3,1 % — женщины, проживающие без мужей и 1,0 % — мужчины, проживающие без жён. 45,4 % не имели семьи. В среднем домашнее хозяйство ведут 1,98 человека, а средний размер семьи — 2,55 человека. В одиночестве проживали 41,2 % населения, 10,4 % составляли одинокие пожилые люди (старше 65 лет).
В 2015 году из 46 трудоспособных жителей старше 16 лет имели работу 36 человек. Доход на душу населения — 39 512 $.